# Vajnory

Městská část v rámci Bratislavy

Vajnory jsou městská část Bratislavy.
Rozkládají se na úpatí Malých Karpat v nadmořské výšce 130-133 metrů nad mořem. S rozlohou 13,5 kilometrů čtverečních a s více než 5 000 obyvateli patří mezi menší městské části hlavního města Slovenska. Administrativně patří pod okres Bratislava III. Vajnorčané se však právem pyšní svou bohatou historií, osobitou krásou lidového umění a zvyky, které se zde až do současnosti uchovávají a rozvíjejí.

## Geologie a vodstvo
Větší část území patří do Podunajské nížiny s typickým fluviálním reliéfem s relativními výškami v rozmezí 0,5 – 1,5 – 2,5 m. Severozápadní část je součástí Malých Karpat. Půdy patří mezi středně těžké s charakterem půdy naplaveninových sedimentů.
Hlavní hydrologická síť patří do povodí Šúrského kanálu, který byl uměle vybudován během 2. světové války. Do tohoto toku se vlévají Račí potok, Račianský potok, Vajnorský potok, Kratina a Struha. Vajnory jsou typické velmi vysokou hladinou podzemní vody. Podzemní vody jsou dotovány vodami z Malých Karpat. Dominantní směr proudění je SZ – JV. Jejich hladina je ovlivněna i zpětným vzdutím vod v řece Dunaj.

## Podnebí a ekologie
Vajnory se nacházejí v teplém a mírně suchém klimatickém regionu. Průměrná roční teplota je 9,8 stupňů. Nejvíce srážek spadne v měsících květen, červenec a nejméně v září. Průměrný počet dnů se sněhovou pokrývkou je 36,5, nejvíce sněhu je v lednu. Vajnory se považují za území nadprůměrně větrné. Převládají severozápadní a severovýchodní směry větru. Počet dnů se silným větrem je 108,4 a s bouřlivým větrem 31,6.
Současná krajinná struktura je charakterizována zastoupením lesní a nížinné krajiny s vodními plochami, zemědělskou krajinou s ornou půdou a typickými vinohrady, velká část území je urbanizovaná. Významnými vodními plochami jsou na jihovýchodě Vajnorské jezera a v severozápadní části soustava rybníků na Sprinzlovom Majeri.
Významné biocentra a biokoridory: severozápadní část území Vajnor je součástí Chráněné krajinné oblasti Malé Karpaty. V těsné blízkosti katastrální hranice Vajnor se nachází Přírodní rezervace Šúr, zařazena do sítě evropských významných chráněných území NATURA 2000. Regionální biocentra jsou Vajnorská dolina, Vajnorské jezera, Sprinzlov majer, Račiansky kanál a potok Struha.

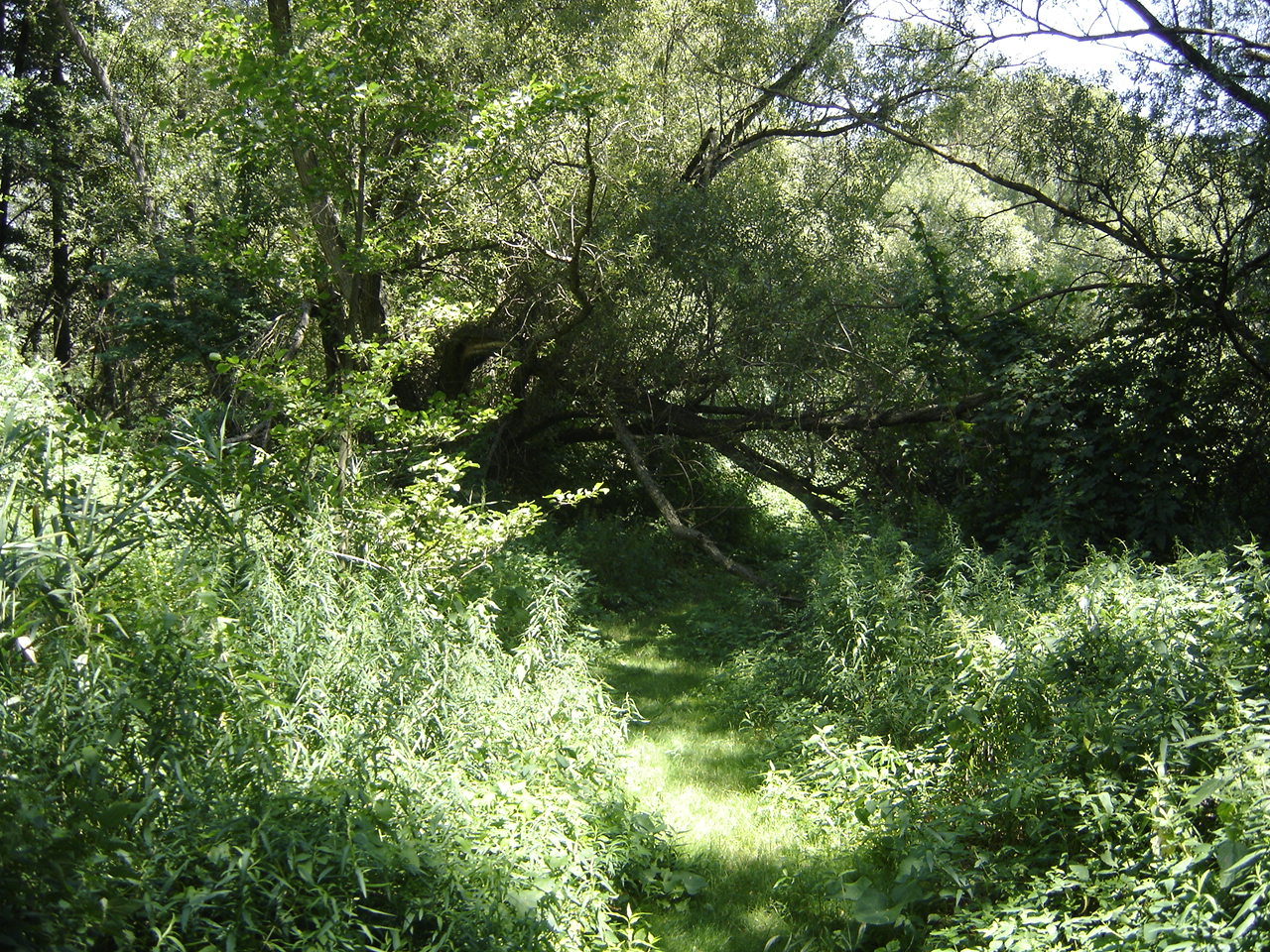
Rezervace Šúr
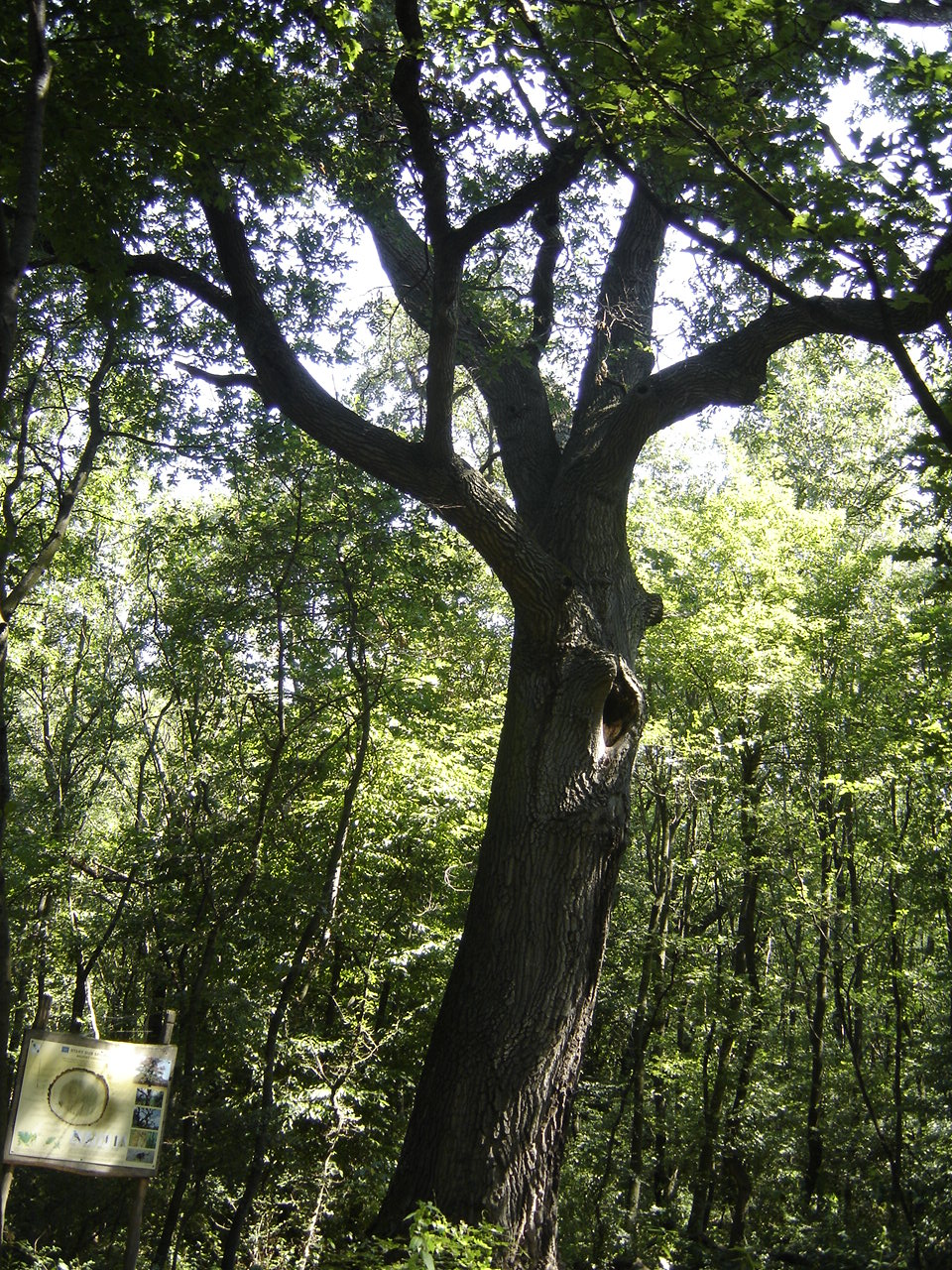
Součástí Šúrur je i Panónsky háj

## Dějiny
První zprávy o osídlení na území Vajnor jsou z mladší doby železné – laténské, tedy z doby před přibližně 2300 lety. Při výstavbě dálnice archeologové odkryli i slovansko-avarské pohřebiště s deseti kosterními hroby a šesti slovanskými popelnicemi starobylého tvaru. Naleziště se nedochovalo. Původní obec vznikla jako poddanská obec Bratislavského hradu. Její obyvatelé sloužili městu, dodávali na královský dvůr svá kvalitní vína. Nejstarší písemná zpráva je však až z roku 1237, kdy již byla rozvinutou vesnicí. Tehdy nesla původní, slovanský název práce resp. Pracant. Od roku 1307, kdy obec vlastnil klášter v rakouském Heiligenkreuz, se začíná používat německý název Weinern, v návaznosti na převažující činnost Vajnorčů – vinohradnictví a vinařství. Toto pojmenování se uchovalo až do současnosti v počeštěné podobě Vajnory. V 16. století vesnici odkoupilo město, aby se tak po čtyřech stoletích Vajnory vrátilo do vlastnictví svého zakladatele. Změna přišla se zrušením poddanství, když se v roce 1851 staly samostatnou obcí. Městskou částí Bratislavy se Vajnory staly znovu až po druhé světové válce, v roce 1946.

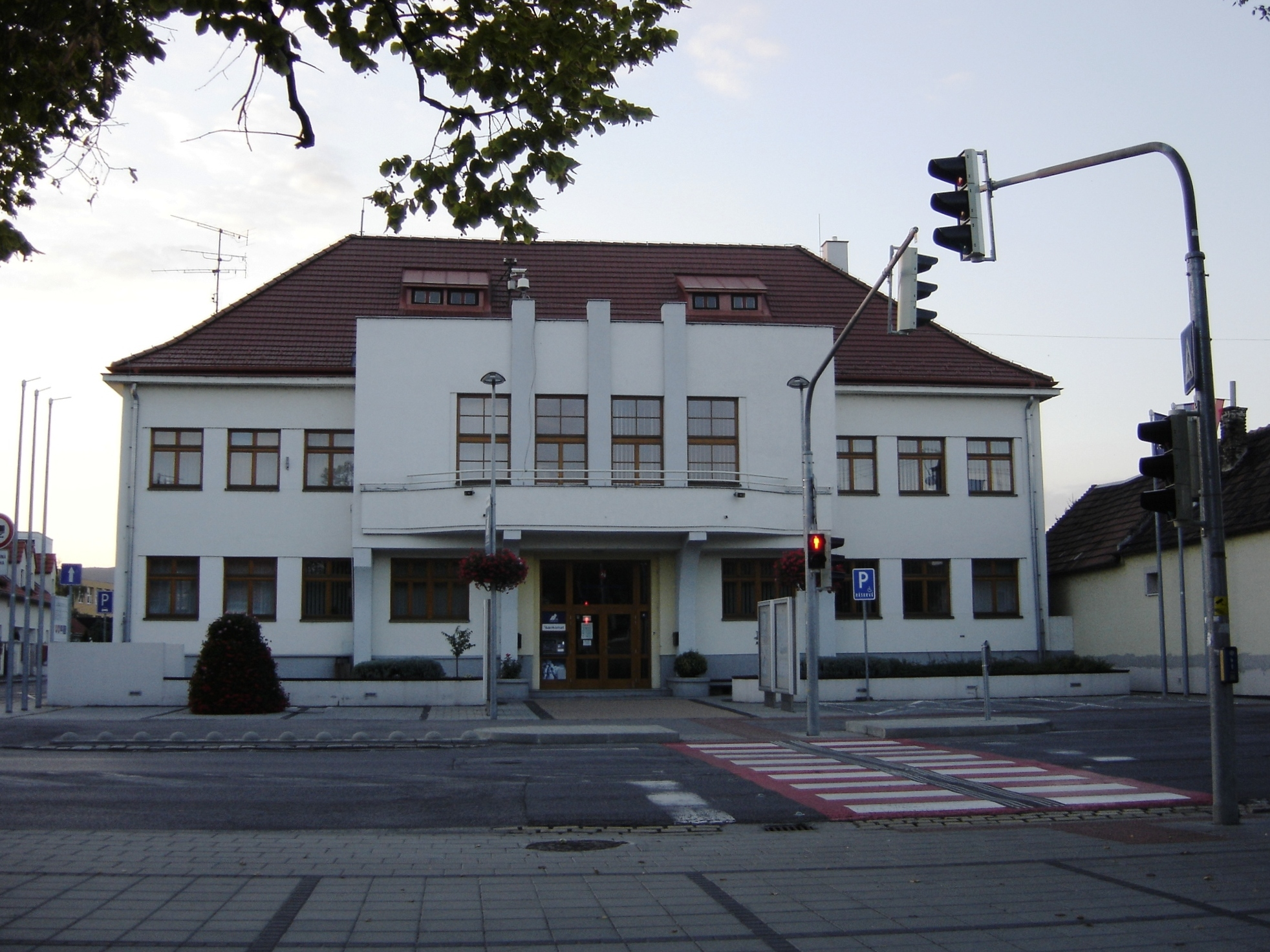
Městský úřad Vajnory
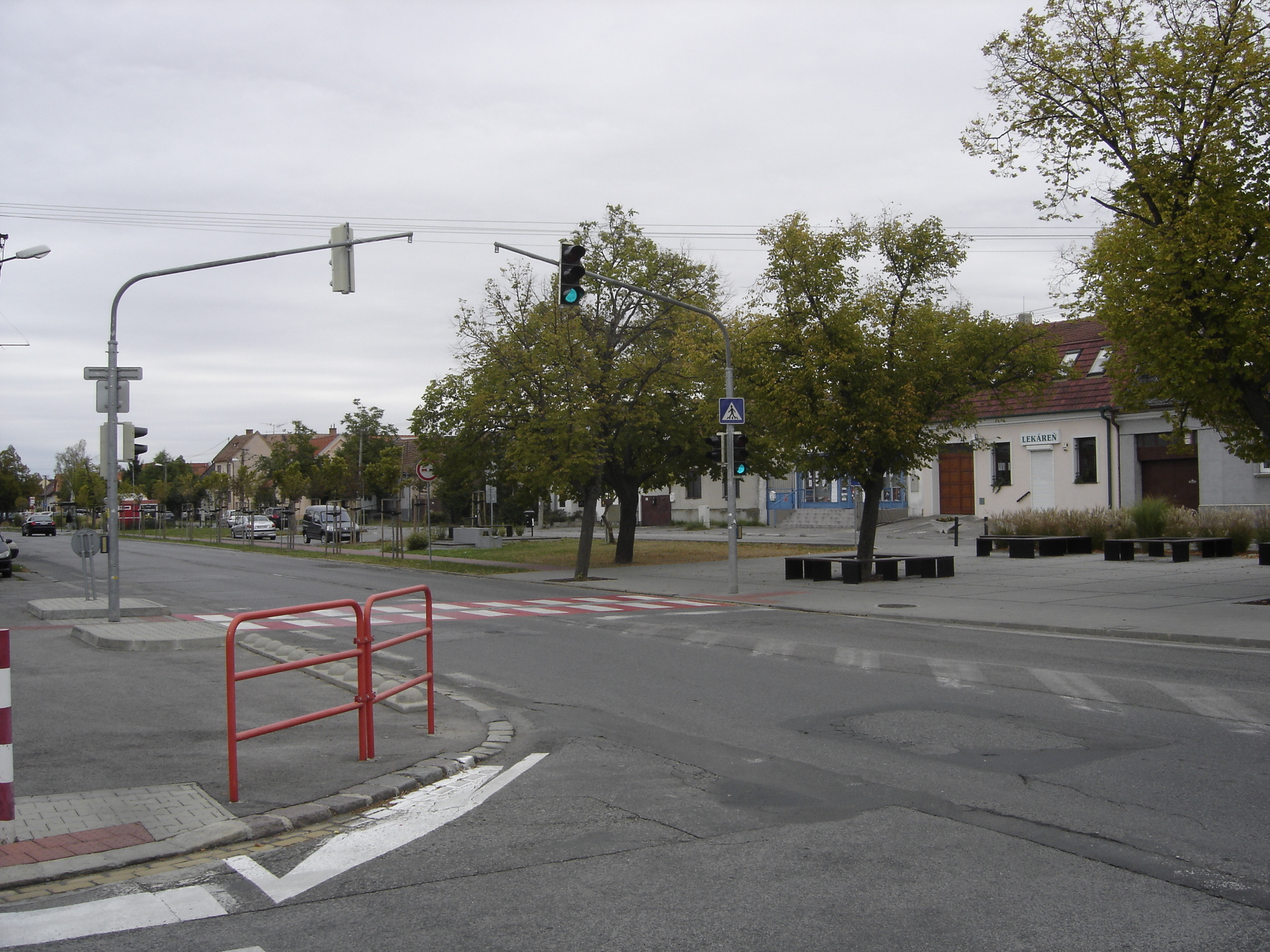
Náměstí u jednoho z úřadů
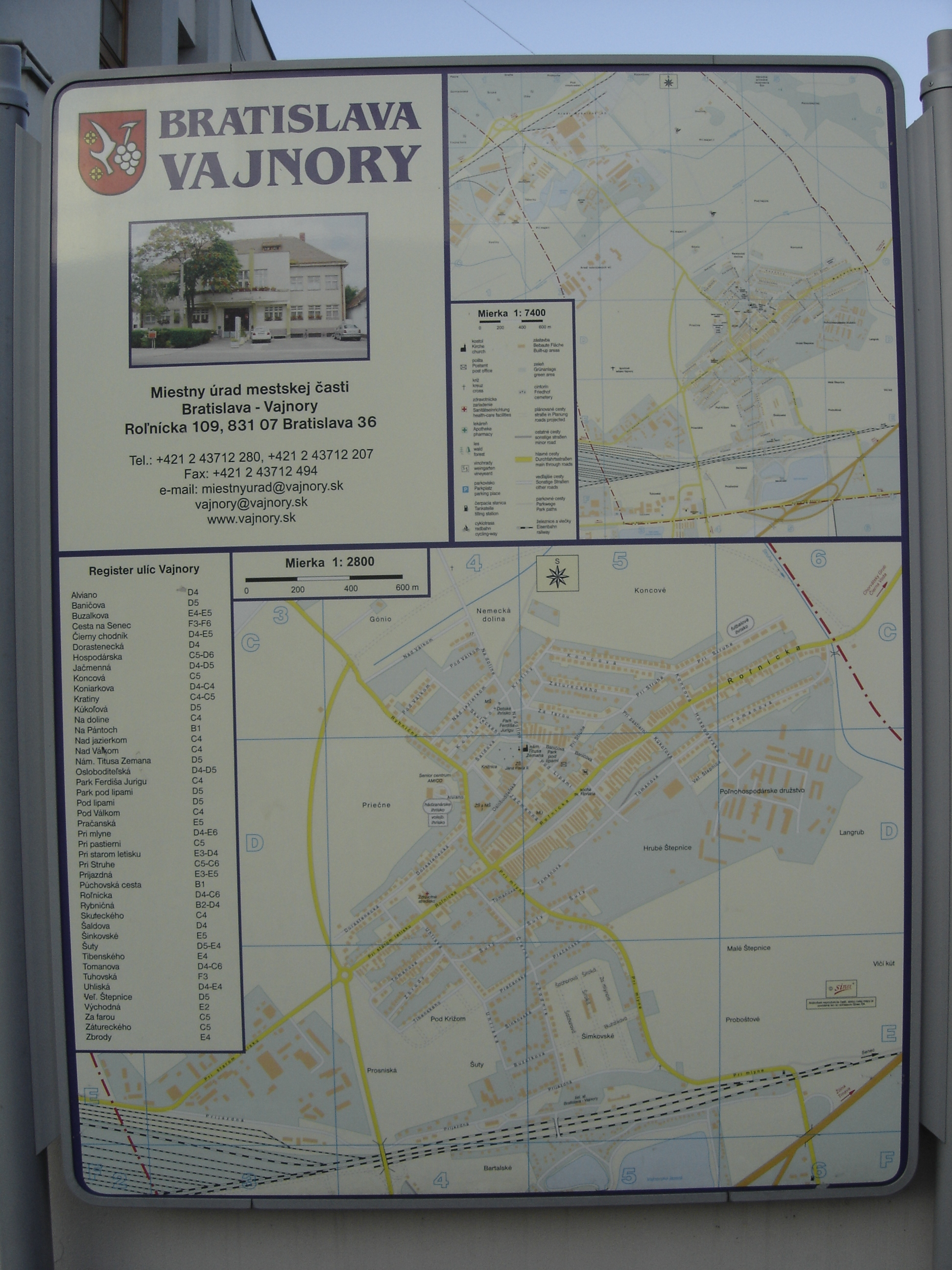
Tabule s mapou Vajnor a předchozím vzhledem místního úřadu

## Památky
Centrum Vajnor bylo v roce 1992 prohlášeno za památkovou zónu. Vnější tvář tvoří architektura. Jako všude, i ve Vajnorech je nejstarší stavbou kostel, postavený v letech 1270-1279. Nejprve byl zasvěcen Panně Marii, pak uherskému králi sv. Ladislavu. Od roku 1968 opět Panně Marii, a to Sedmibolestné. Kostel je jednolodní, s polygonální uzavřenou svatyní, která je zaklenuta gotickou žebrovou klenbou se středověkými svorníky. V roce 1771 byl kostel zvětšen výstavbou nové lodi, která je zaklenuta sedmi poli tzv. pruské klenby. Věž s jehlanovou střechou má v hladkých polích trupu střílny. Sanktuárium kostela je vyzdobené kompozicemi nástěnných maleb Vajnorských žen. Dalšími kulturními památkami jsou socha svatého Floriána a Vajnorský lidový dům na Rolnické ulici č.118.

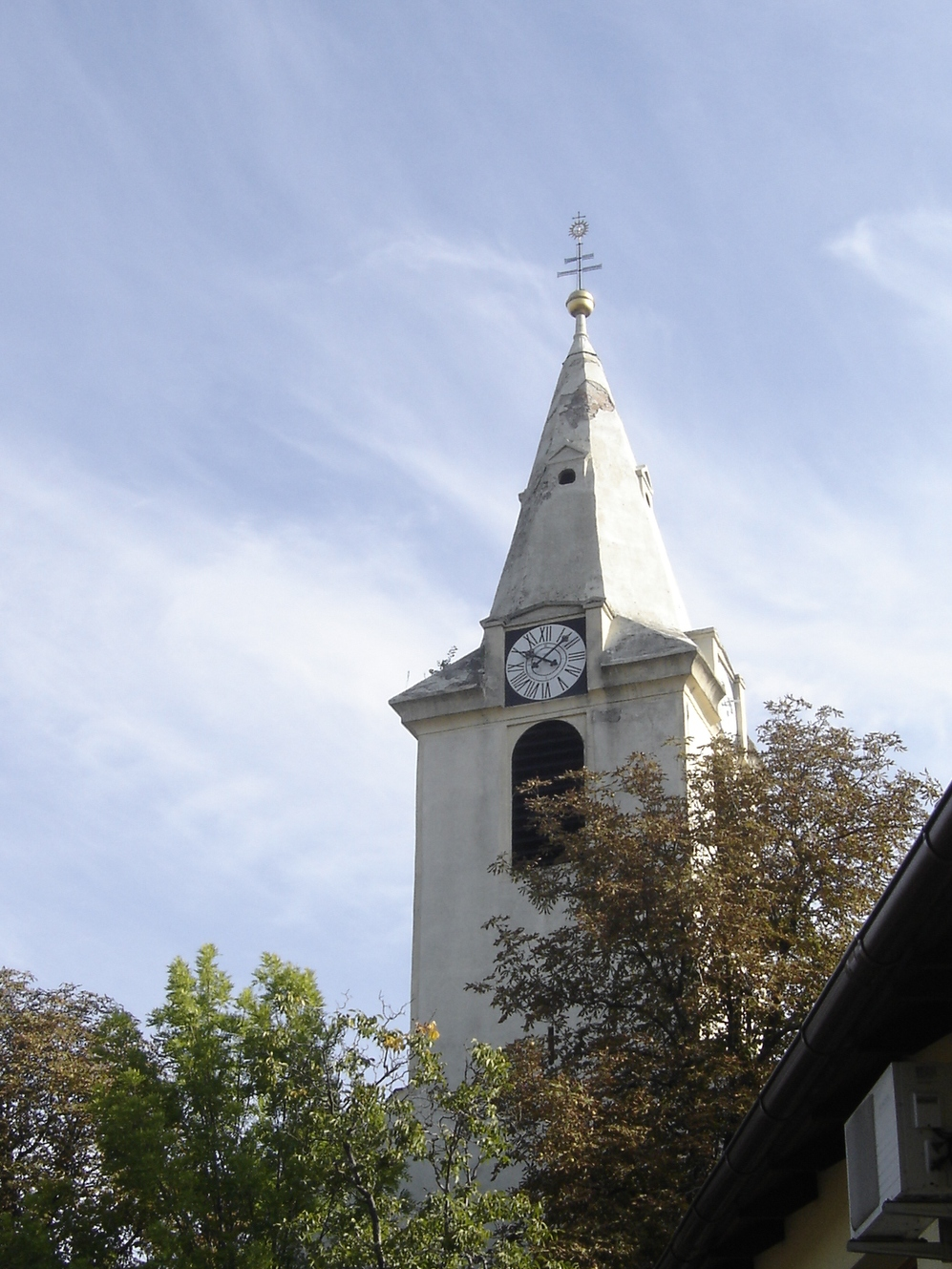
Věž vajnorského kostela
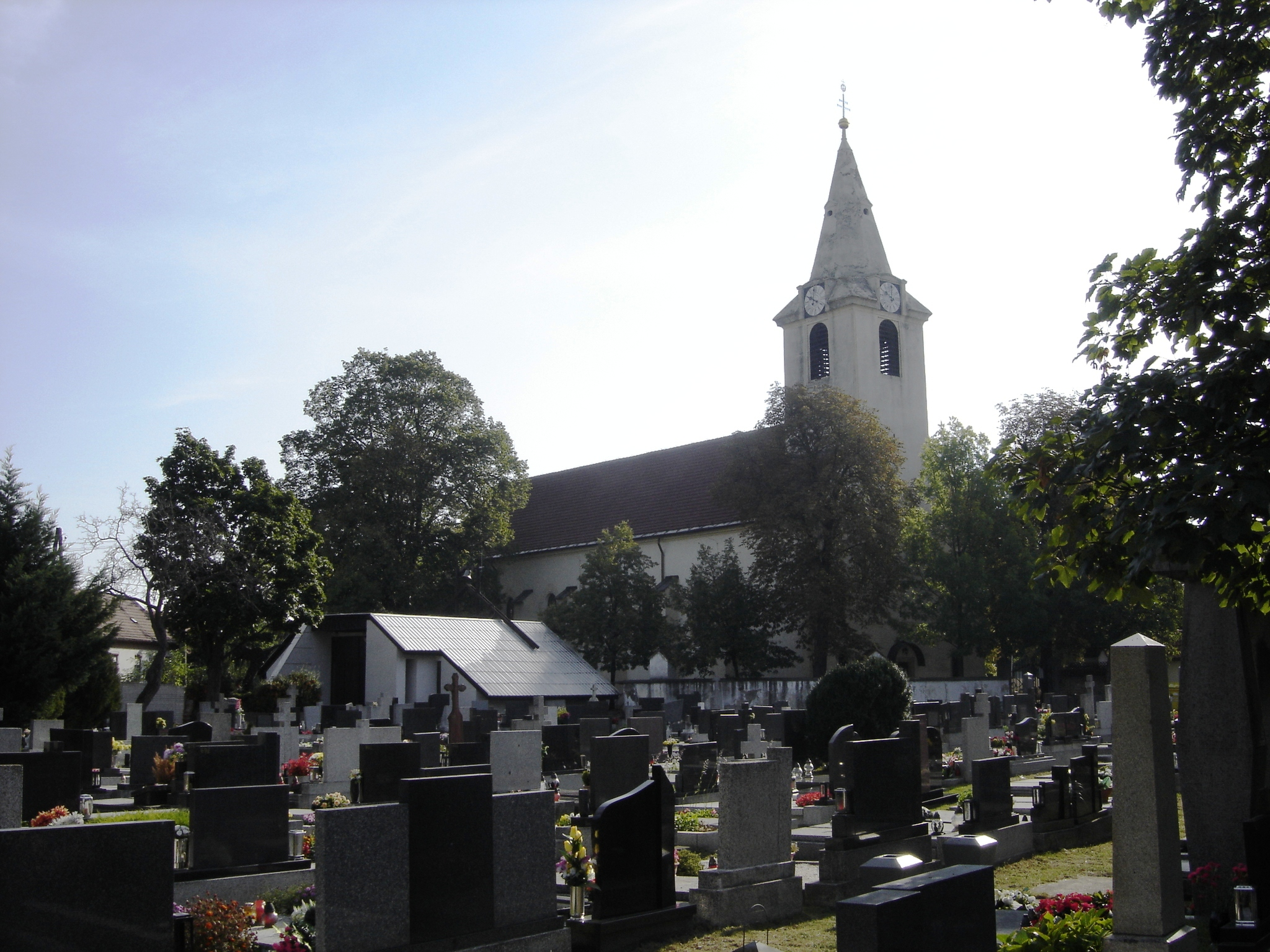
Hřbitov s kostelem
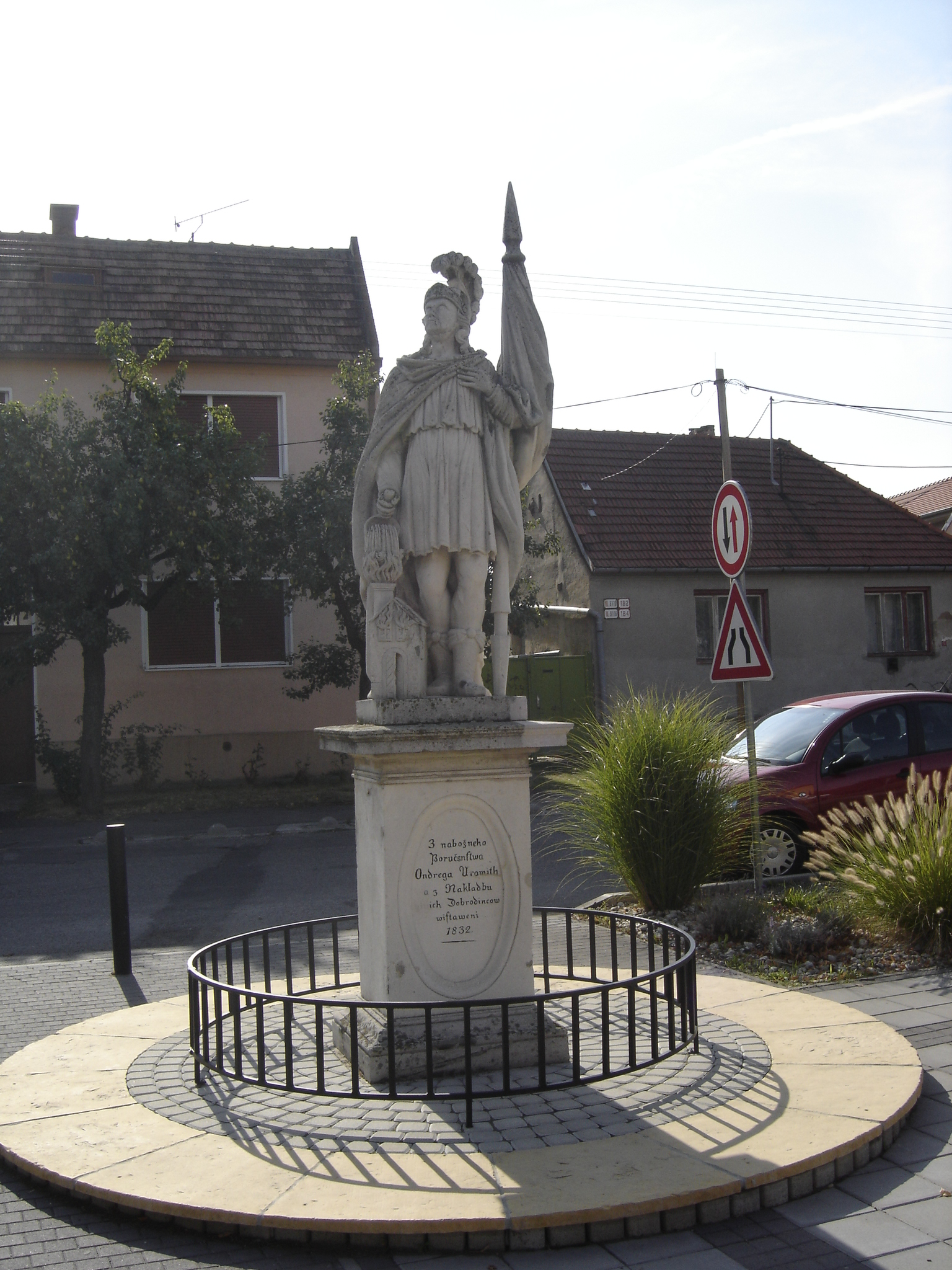
Socha sv. Floriána

## Národní kulturní památka Vajnorský lidový dům
Vajnorský lidový dům ze začátku 19. století je ukázkou tradiční zástavby dvora typu řadových vesnic. Vertikální dělení stavebních parcel podmiňovalo orientaci domů od ulice k humnům a vinicím, čímž vznikaly dlouhé dvory nebo dlouhé domy.
Stavebním materiálem lidového domu byla zejména nepálená cihla kombinovaná s kamenem a pálenou cihlou. Stěny jsou přibližně 60 – 70 cm silné, mají nápadný strop s hrubým nosným půdním trámem a dřevěné podlahy.
Členění a interiér obytného domu byl přizpůsoben potřebám tehdejší rodiny. Sestával ze tří prostorů – kuchyně s otevřeným ohništěm, kterým se vytápěla i přední pokoj a komora, často přestavěna na zadní pokoj. Hospodářské stavby, jako stáj, maštal a stodola, byly od obytné části domu oddělené prešovnou, kde se nejen lisovaly hrozny, ale i uskladněné dodělané víno.
Na Vajnorském lidovém domě můžeme pozorovat i charakteristický architektonický prvek typický pro tuto oblast – zpevněný vchod do domu a sklepů, tzv. výpustek.
Typická je i vnitřní výzdoba – malba na stěnách. Umístěna byla vždy nad otevřeným ohništěm a v jiné barevné podobě i v předním pokoji. Nejčastějším motivem ornamentální malby je motiv ptáčka, který Vajnorské malířky uměly nakreslit v neuvěřitelném množství podob. Dodnes je tato původní tvorba zdrojem inspirace pro další generace.

## Školy
Na území městské části se nacházejí dvě základní školy a i mateřské. Obě základní školy jsou umístěny ve středu Vajnor na stejné ulici. Státní škola Základní škola Kateřiny Bruderová je na Osvobozenecké ulici a církevní (římskokatolická) Základní škola Jana Pavla II. na Osvobozenecké 27.

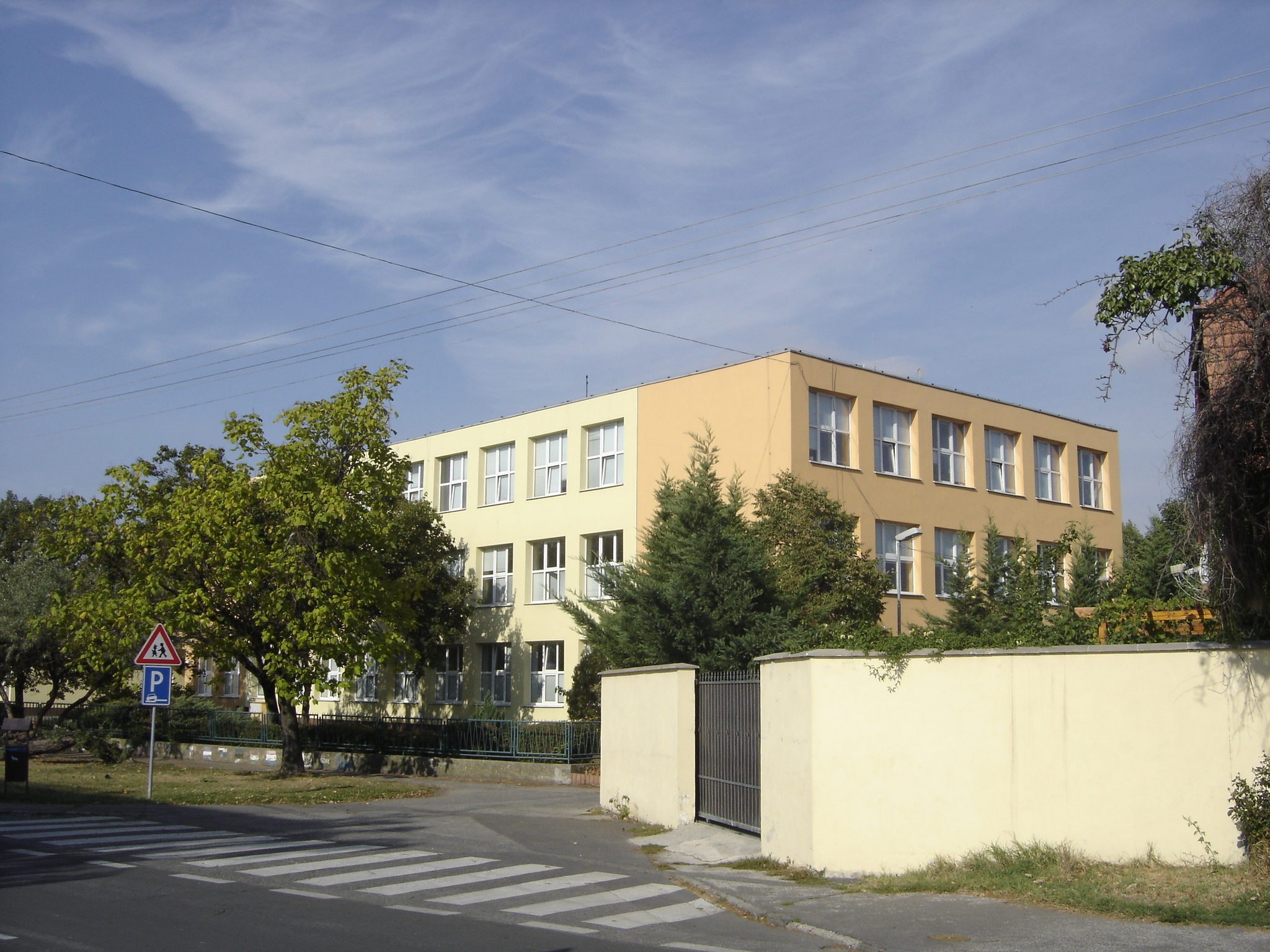
Škola Kataríny Brúderovej
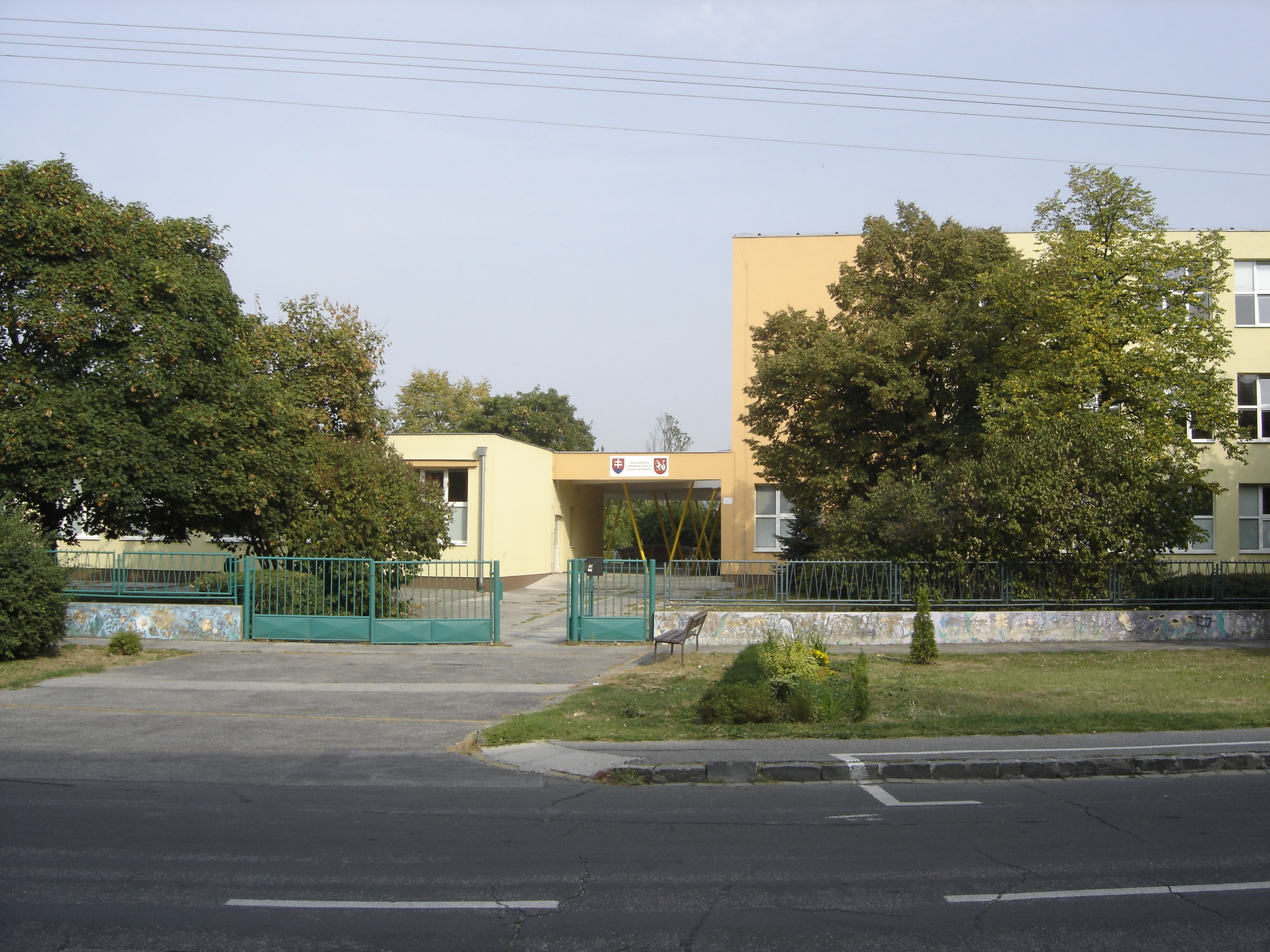
Škola Kataríny Brúderovej – hlavní vchod
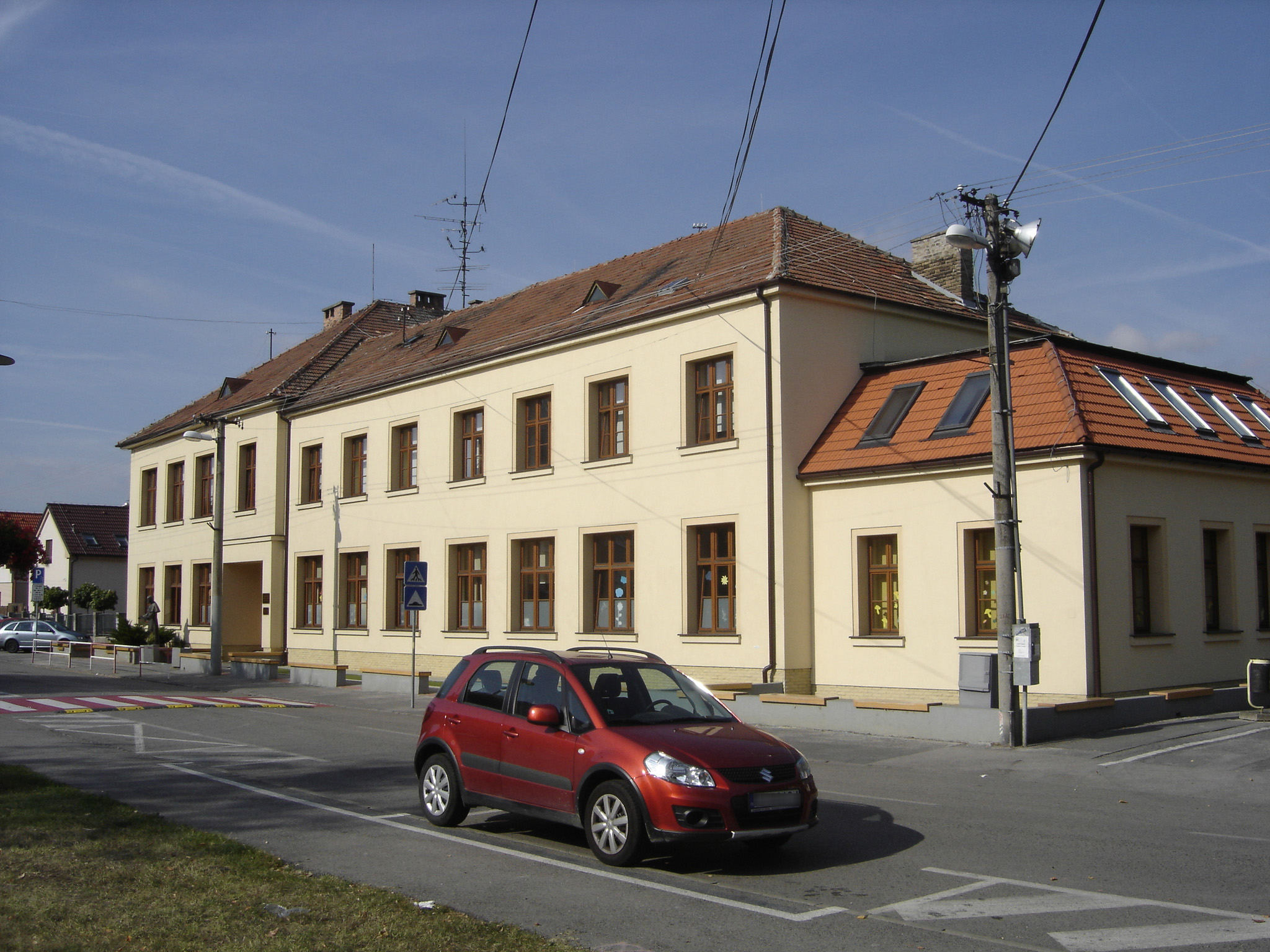
Škola Jana Pavla II.
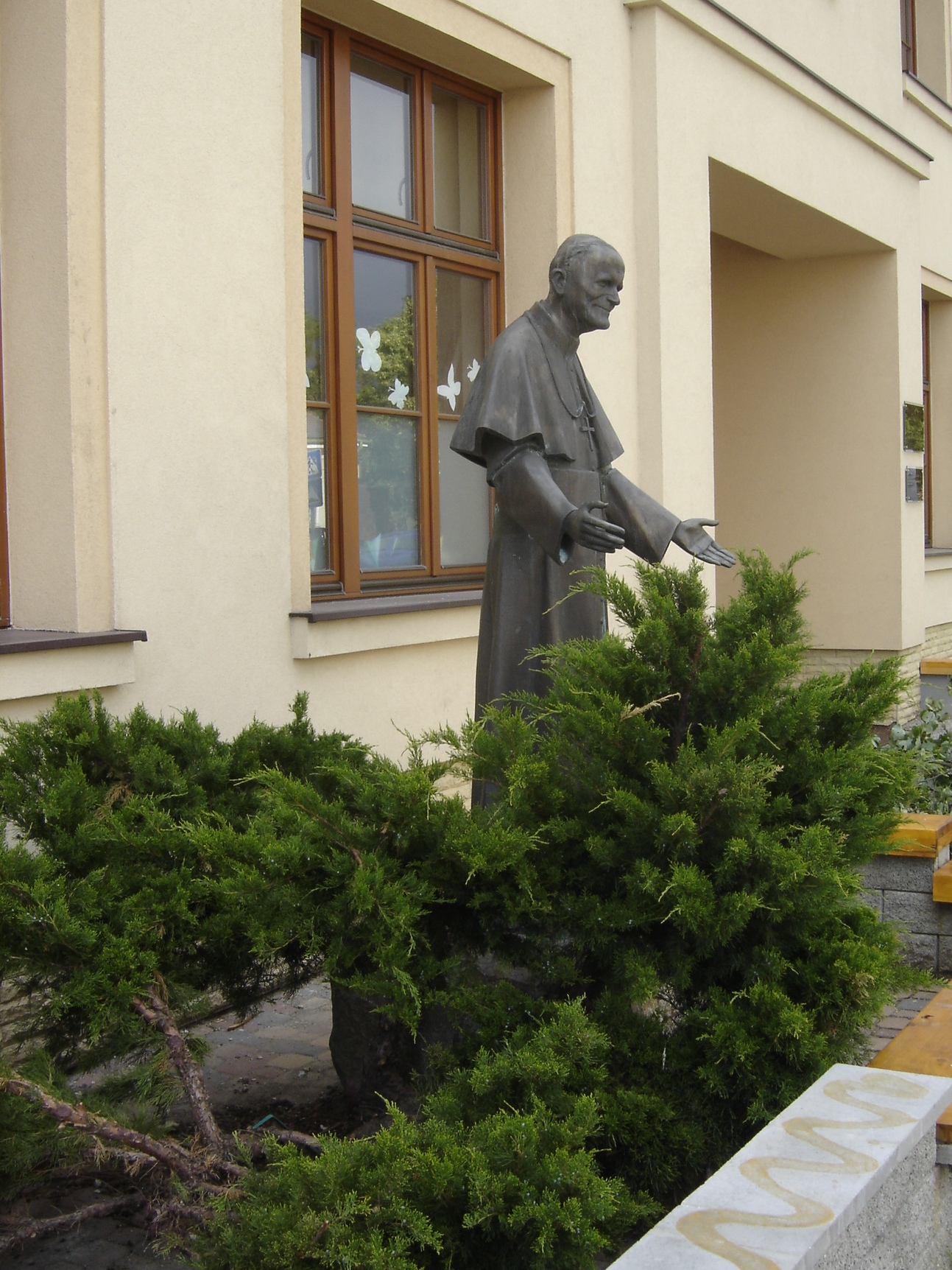
Škola Jana Pavla II. – hlavní vchod se sochou

## MHD

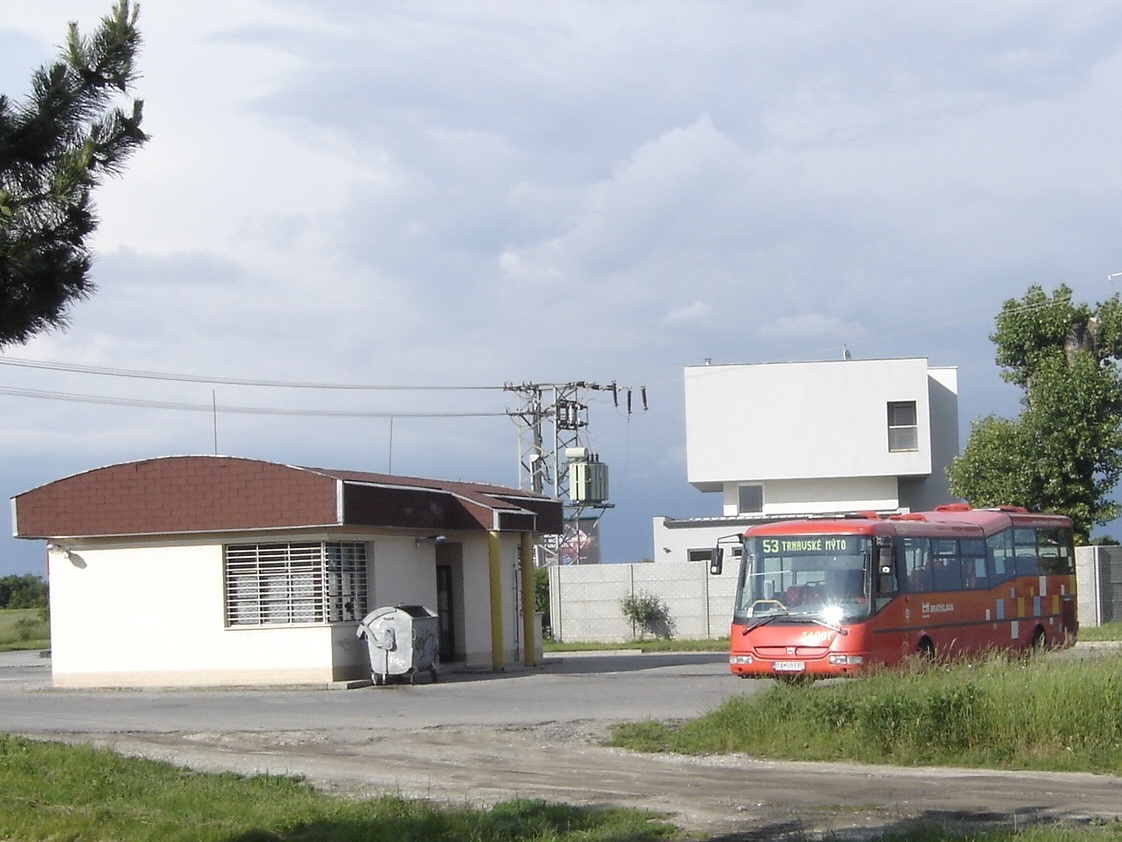
Linka 53 na obratišti ve Vajnorech

Městskou část Vajnory obsluhují 4 autobusové linky a 1 noční bratislavské MHD. Všechny jezdí během celého týdne (včetně víkendů a svátků).
- Linka 53 trasa: Vajnory-Trnavské mýto – Prochází celou délkou Vajnor po ulicích Rolnická a Při starém letišti, na kterých se nachází 6 zastávek.
- Linka 54 trasa: ŽST Vajnory-Sklabinská – Spojuje MČ Vajnory a Východní (MČ Rača). Jezdí po ulicích Při starém letišti, Rolnická, Černý chodník, resp. Při mlýně.
- Linka 65 trasa: Čiližská-Tbiliská – Linka protíná celou východní Bratislavu od jihovýchodu po severovýchod: od Vrakuni, přes Ružinov, Nové Město, Vajnory po Raču. Na území Vajnor obsluhuje 4 zastávky na ulicích Při starém letišti, Rolnická, Rybničná.
- Linka 630 trasa: Cesta na Senec-Chorvatský Grob – Regionální linka, která zachází za hranice Bratislavy a slouží zejména pro obyvatele předměstí v obcích Černá Voda a Chorvatský Grob. Ve Vajnorech má 5 zastávek na ulicích Rolnická a Při mlýně. Na "bratislavské" části trasy linky platí běžný tarif jako pro zbytek hlavního města.
- Linka N53 trasa: Vajnory-Hlavní nádraží – Noční linka. Na území Vajnor (a po zastávku Zlaté písky) přesně kopíruje trasu denní linky 53. Dále linka pokračuje po Vajnorské ulici.

## Galerie

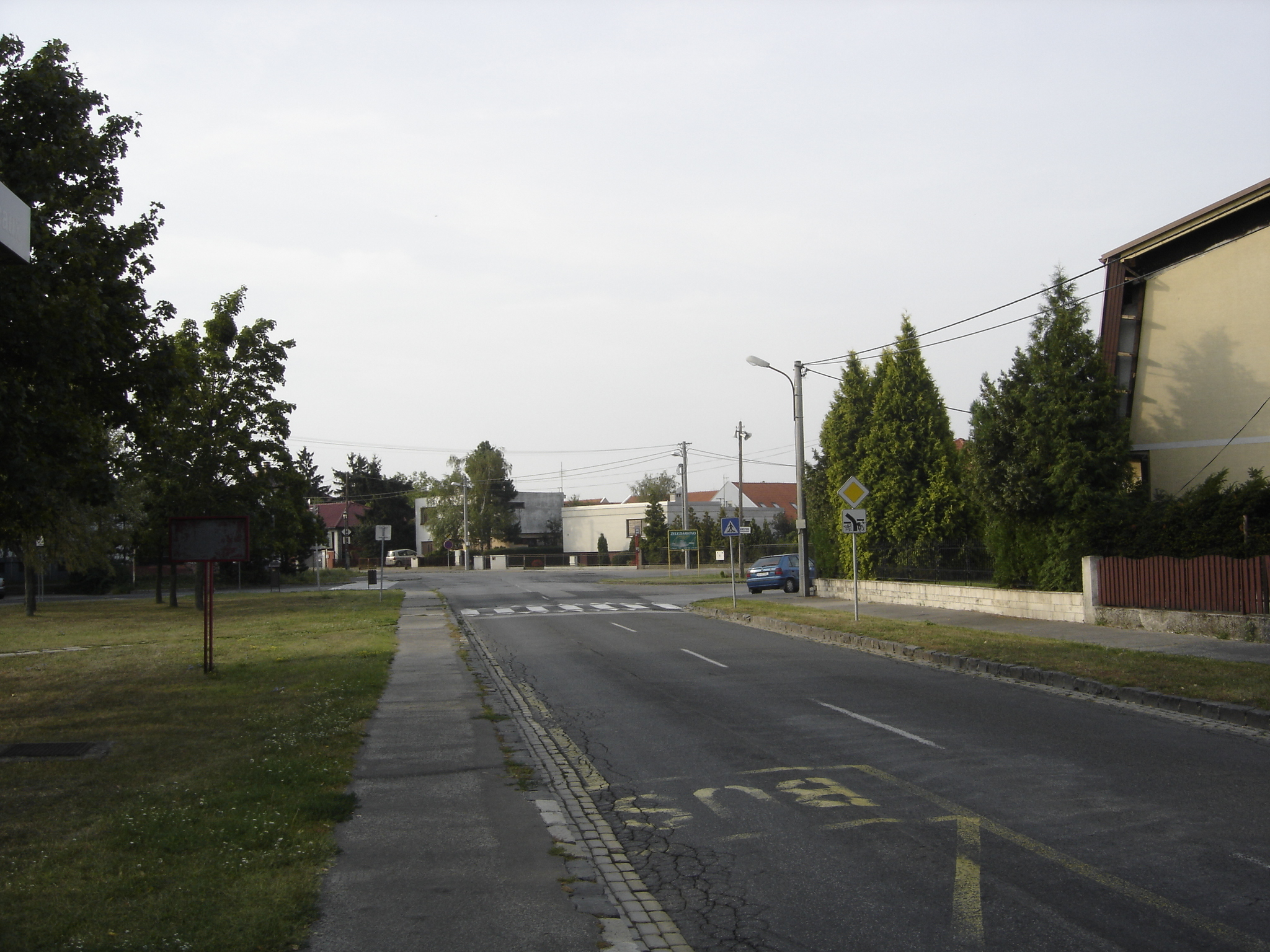
Rybničná ul.
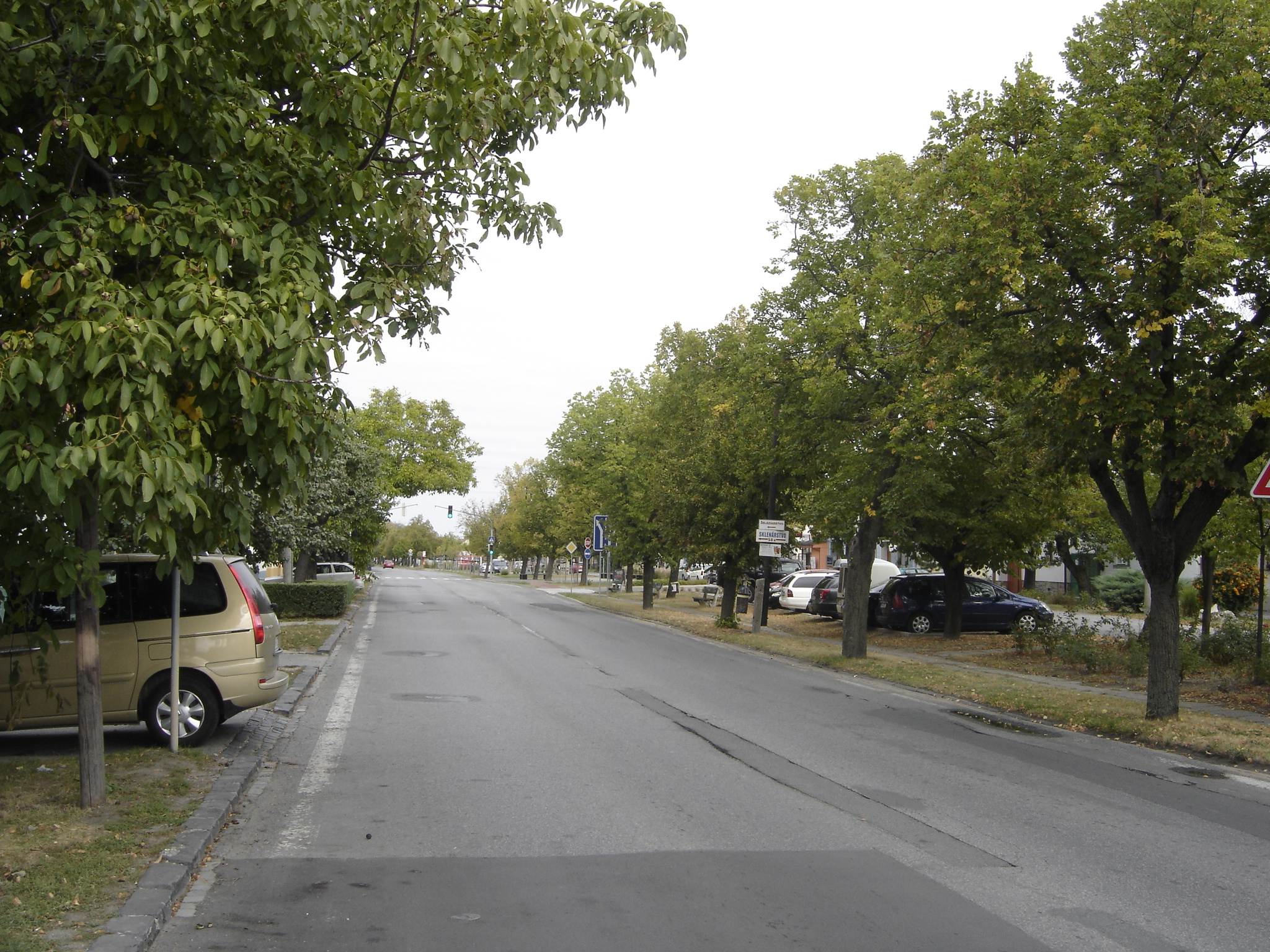
Roľnícka ul.
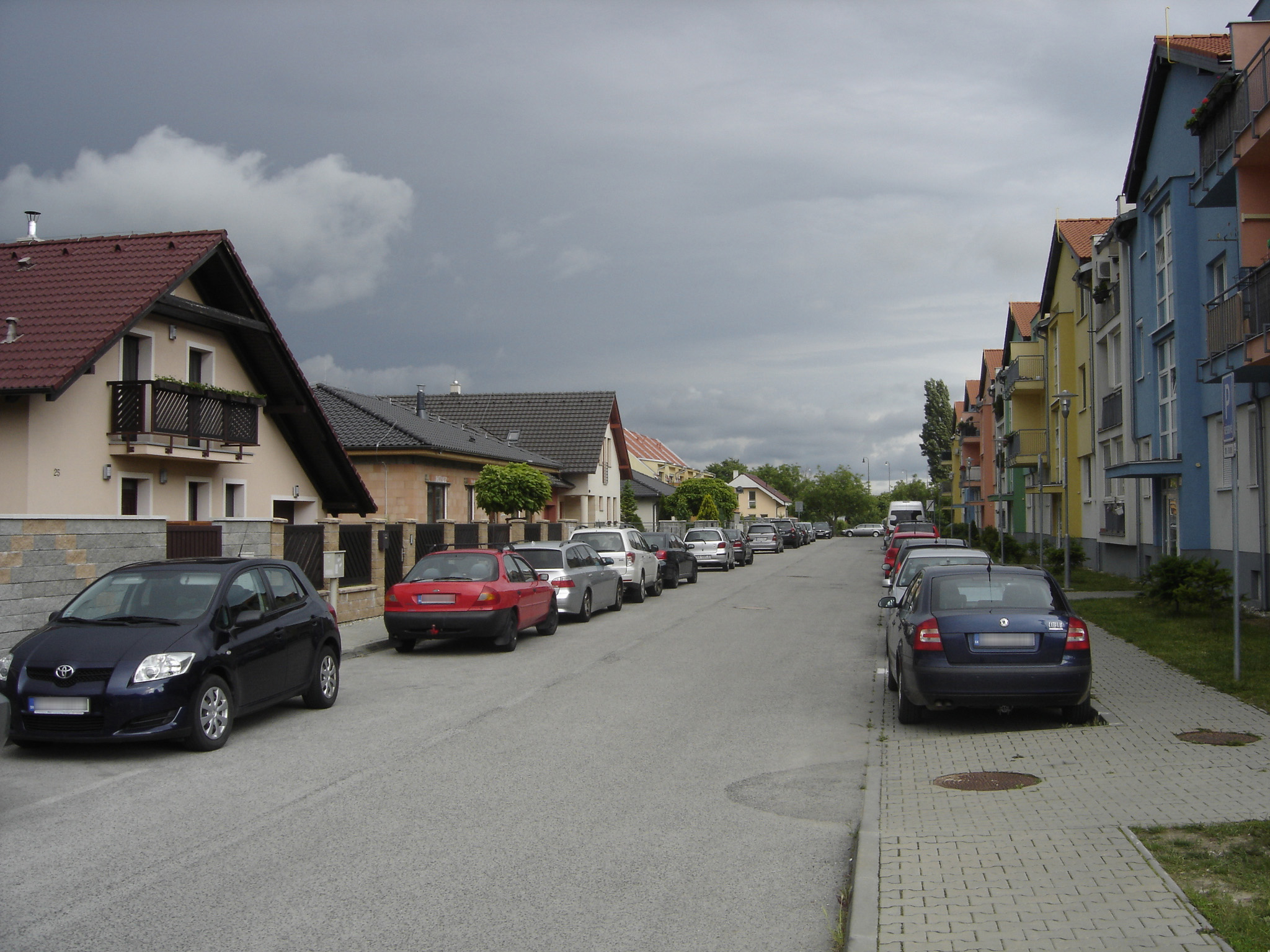
Nová část Vajnor (Šachorová ul.)
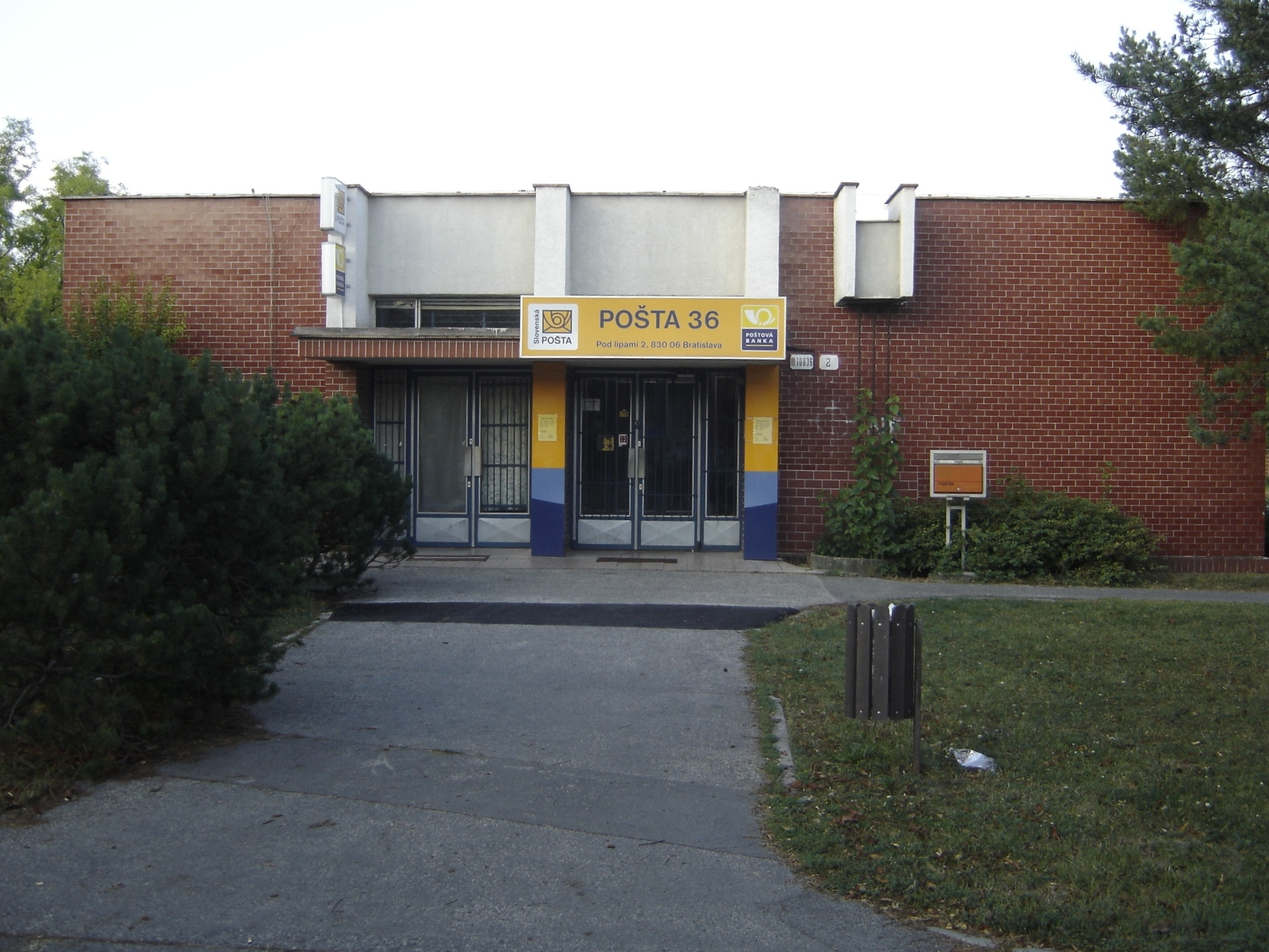
Budova bývalé pošty
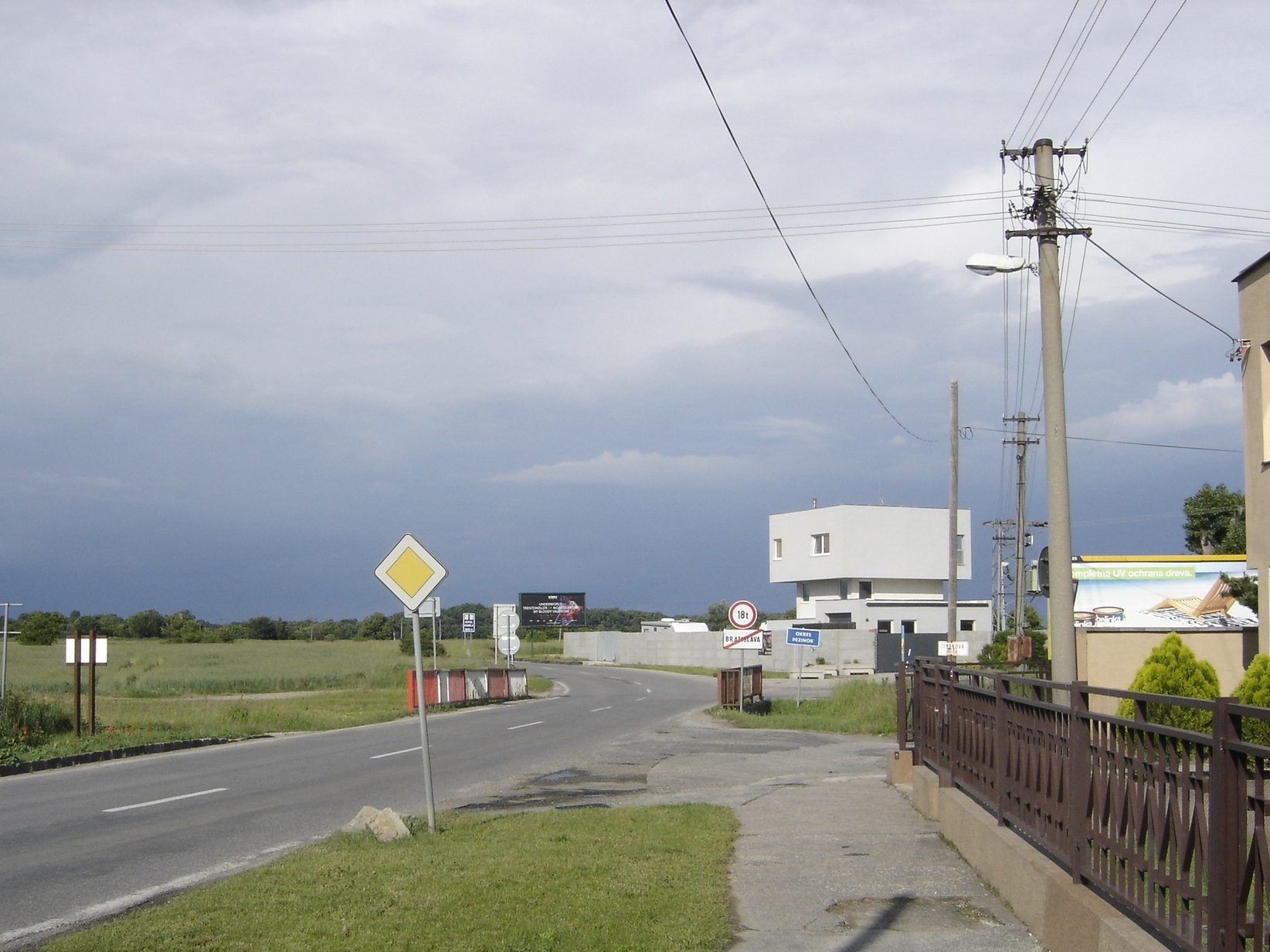
Okraj Vajnor a zároveň Bratislavy
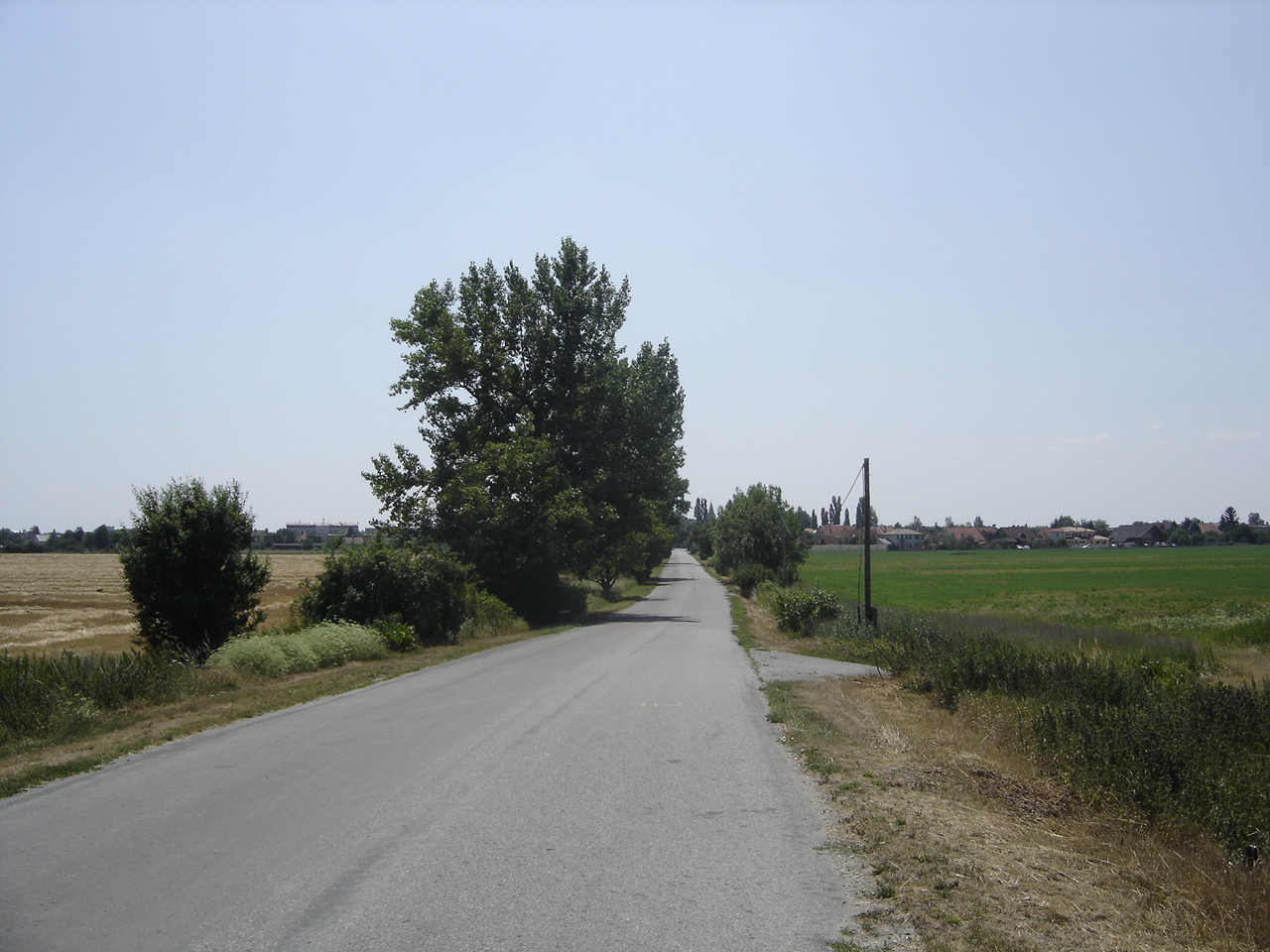
Pohled na Vajnory z cesty pro in-line bruslaře, cyklisty a běžce
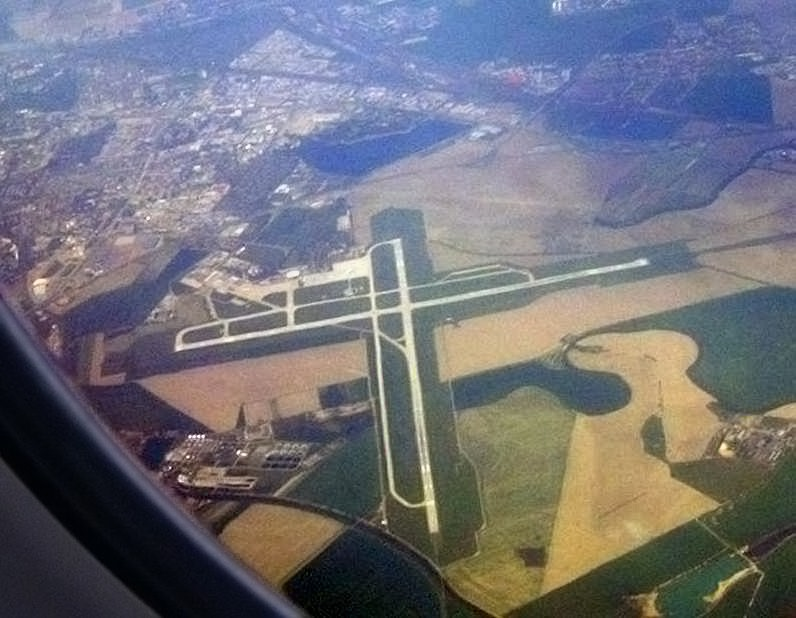
Letecký pohled na bratislavské letiště v blízkosti Vajnor